# Milt Buckner
Milt Buckner, född 10 juli 1915 i St. Louis, Missouri, död 27 juli 1977 i Chicago, Illinois, var en amerikansk kompositör och jazzmusiker (piano och orgel).
Buckner var pianist och arrangör åt Lionel Hampton under åren 1941-1948 och 1950-1952. Senare under karriären ledde han bland annat sina egna band. Från 1966 och fram till sin död 1977 turnerade han främst i Europa.
Milt Buckner var bror till jazzsaxofonisten Ted Buckner.